# 伊蘇斯的亞歷山大之戰

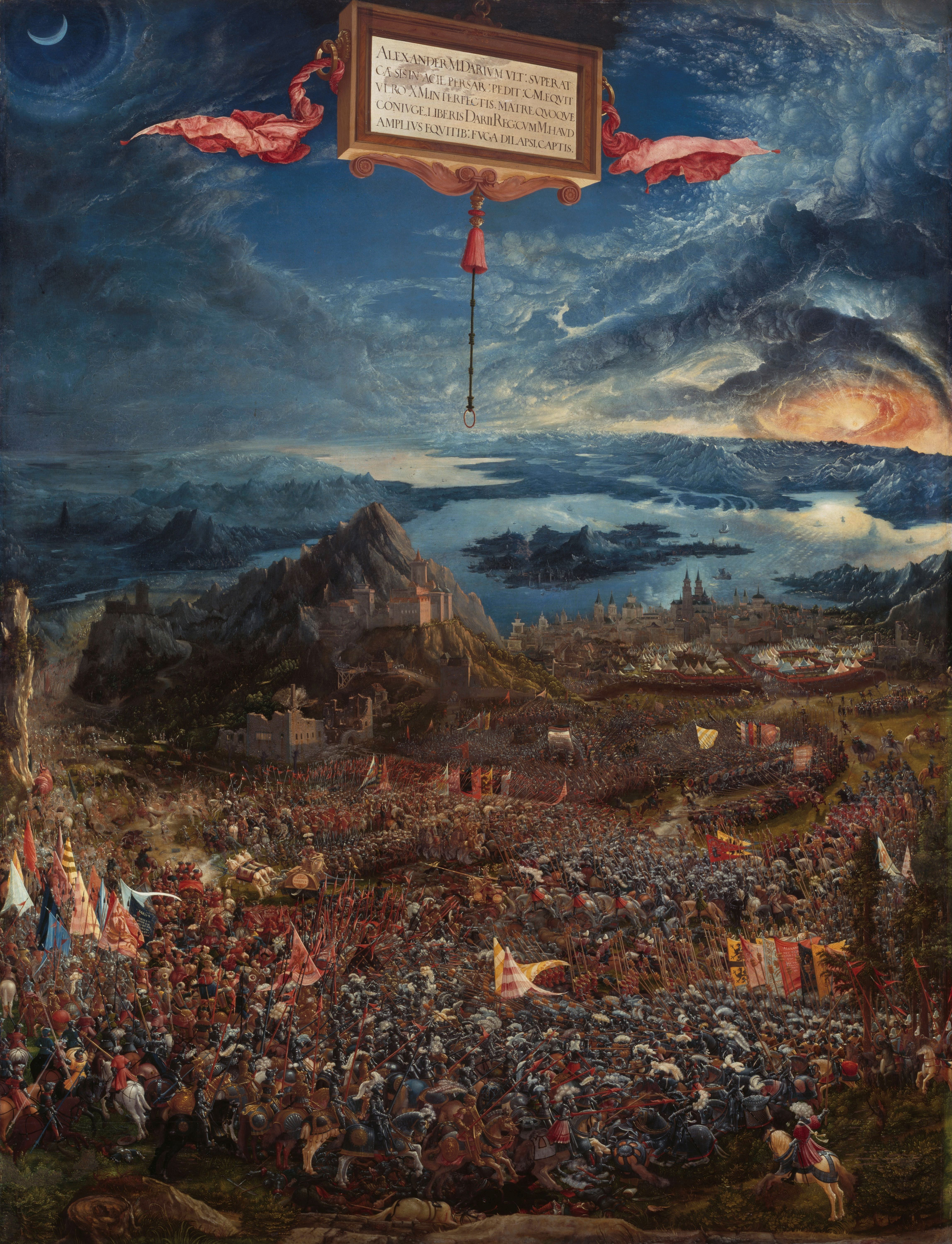
伊蘇斯的亞歷山大之戰

伊蘇斯的亞歷山大之戰（德語：Alexanderschlacht）是一幅由德國畫家阿爾布雷希特·阿爾特多費爾於1529年繪製的油畫，該畫作長158.4cm ，寬120.3cm，內容描述亞歷山大大帝於伊蘇斯戰役擊敗波斯軍關鍵戰役的情景。
該畫作兼具華麗背景與細緻人物特色，亦有學者認為該畫作有著許多隱喻，例如：反應作畫當時教廷勢力漸趨薄弱等。